# 静岡県道81号焼津森線
静岡県道81号焼津森線（しずおかけんどう81ごう やいづもりせん）は、静岡県焼津市から周智郡森町に至る県道（主要地方道）である。

## 概要
旧焼津停車場仮宿線区間は静岡県道416号静岡焼津線 - 国道150号（八楠交差点・静岡バイパス・焼津バイパス） - 東名高速道路 - 静岡県道381号島田岡部線（旧国道1号） - 国道1号藤枝バイパス（広幡IC）をつなぐ『主要地方道』である。
- 八楠交差点 - 焼津IC間は4車線（焼津IC - 仮宿交差点間も4車線に拡幅工事中）。仮宿交差点 - 広幡IC間の900 m（4車線）も焼津森線に指定されている。
- 仮宿交差点からは旧東海道（静岡県道208号藤枝静岡線との重複）を経て、旧五和岡部線に接続する。
- 旧五和岡部線に接続した先は山間部の道路であり、藤枝市西方 - 同市瀬戸ノ谷間、藤枝市滝沢 - 島田市相賀、島田市大代 - 掛川市倉真間の一部は狭隘道路である。
- 藤枝市西方 - 同市本郷間は幅2.0 m、石仏トンネルでは高さ2.0 mの制限がされている。
- 島田市神座 - 同市竹下間は大井川で中断しているが、最寄りの橋は上流側の大井川用水の水路橋で、小型自動車以下なら通行可能（時間帯による一方通行・夜間閉鎖）。

### 路線データ
- 起点：焼津市栄町（本町3丁目交差点、静岡県道416号静岡焼津線交点）
- 終点：周智郡森町一宮（愛光園入口交差点、静岡県道40号掛川天竜線交点）
- 全長：72.6 km

### 歴史
- 1993年（平成5年）5月11日 - 建設省（現・国土交通省）から、一般県道焼津停車場仮宿線・一般県道藤枝静岡線の一部・一般県道五和岡部線・一般県道赤根金谷線が焼津森線として主要地方道に指定される[2]。
- 1994年（平成6年）4月1日 - 静岡県道211号五和岡部線、同214号焼津停車場仮宿線、同267号赤根金谷線を一括して、静岡県道81号に指定された。

## 路線状況

### 重複区間
- 静岡県道30号焼津藤枝線（焼津市栄町・本町3丁目交差点 - 焼津市栄町・焼津一丁目交差点）
- 静岡県道208号藤枝静岡線（藤枝市岡部町内谷・内谷新田交差点 - 藤枝市岡部町内谷）
- 静岡県道209号静岡朝比奈藤枝線（岡部町村良）
- 静岡県道215号伊久美藤枝線（藤枝市西方 - 藤枝市滝沢）
- 静岡県道32号藤枝黒俣線（藤枝市本郷）
- 静岡県道64号島田川根線（島田市相賀 - 島田市神座）
- 静岡県道58号袋井春野線（周智郡森町飯田・飯田小学校南交差点 - 周智郡森町飯田・下飯田交差点）

## 地理

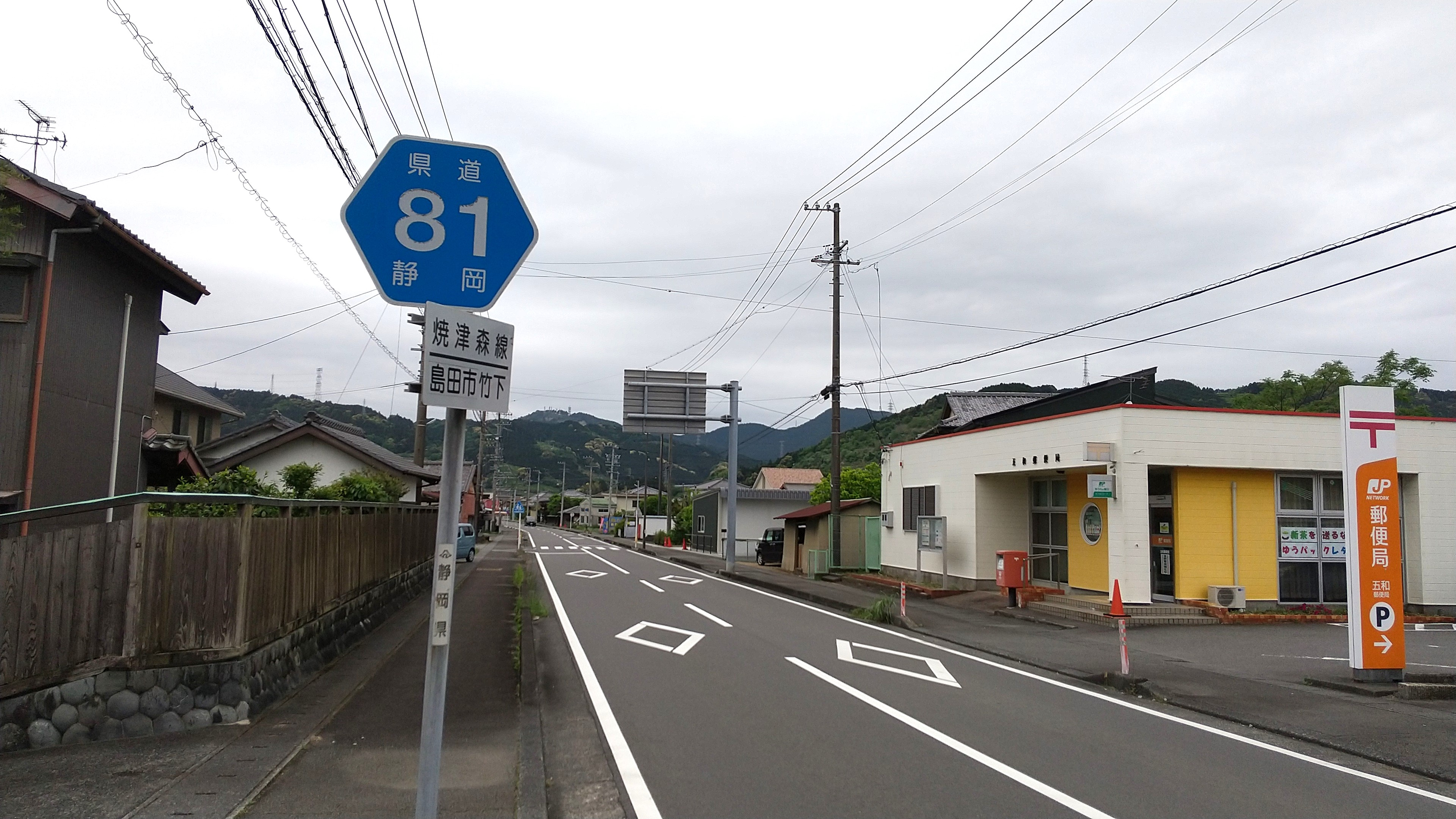
島田市竹下（2024年4月）

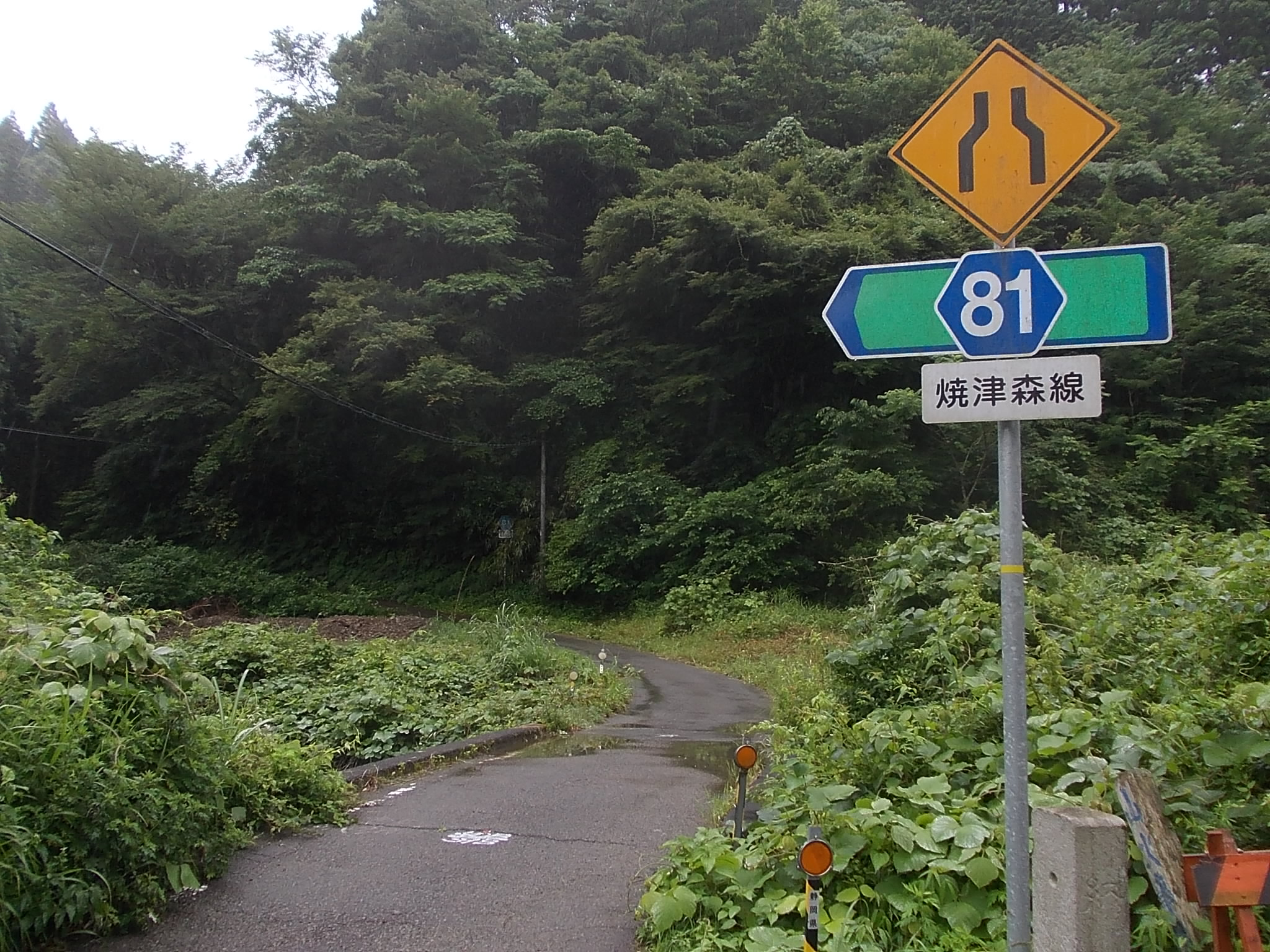
島田市大代（2015年6月）

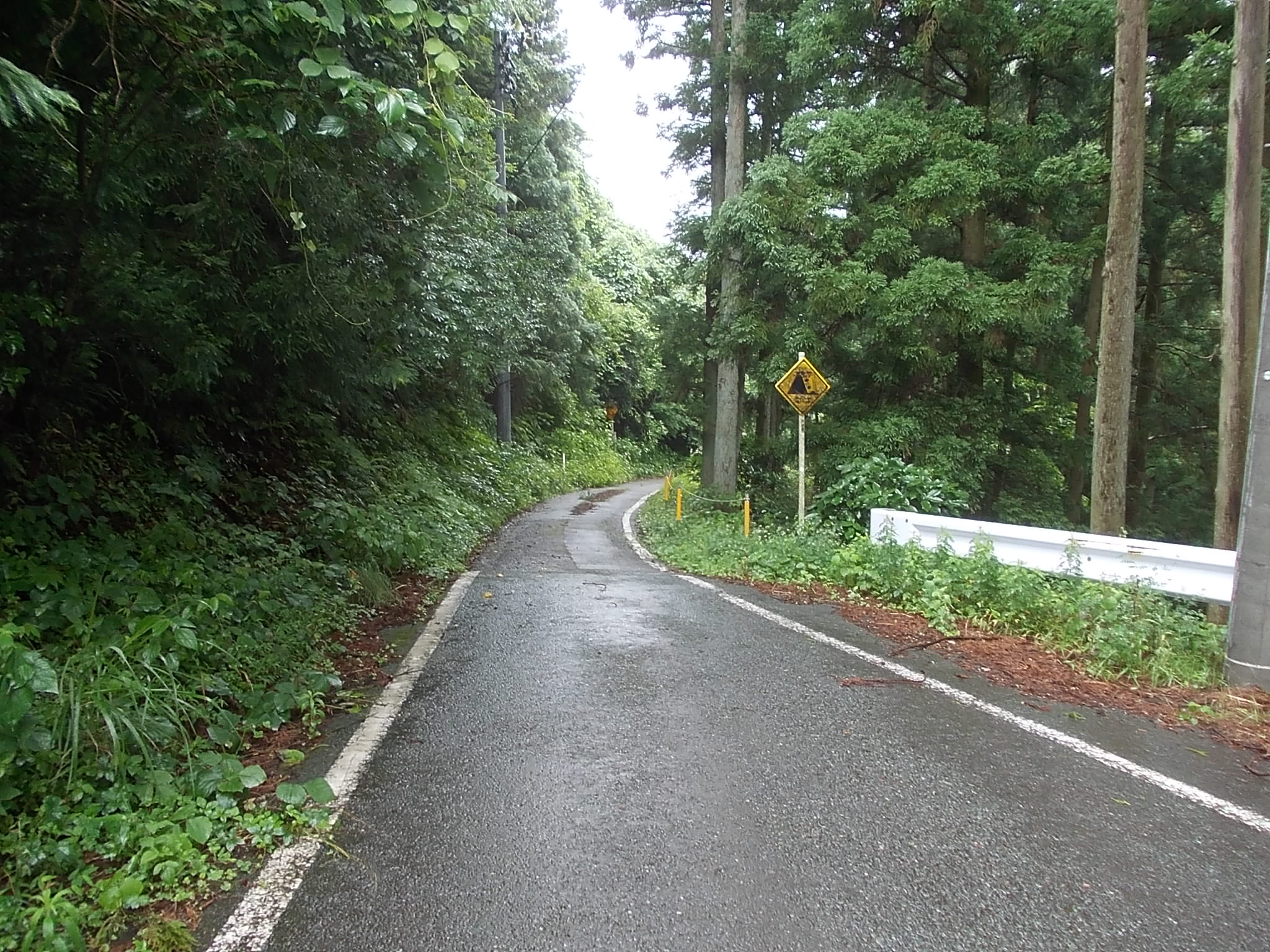
島田市大代（2015年6月）

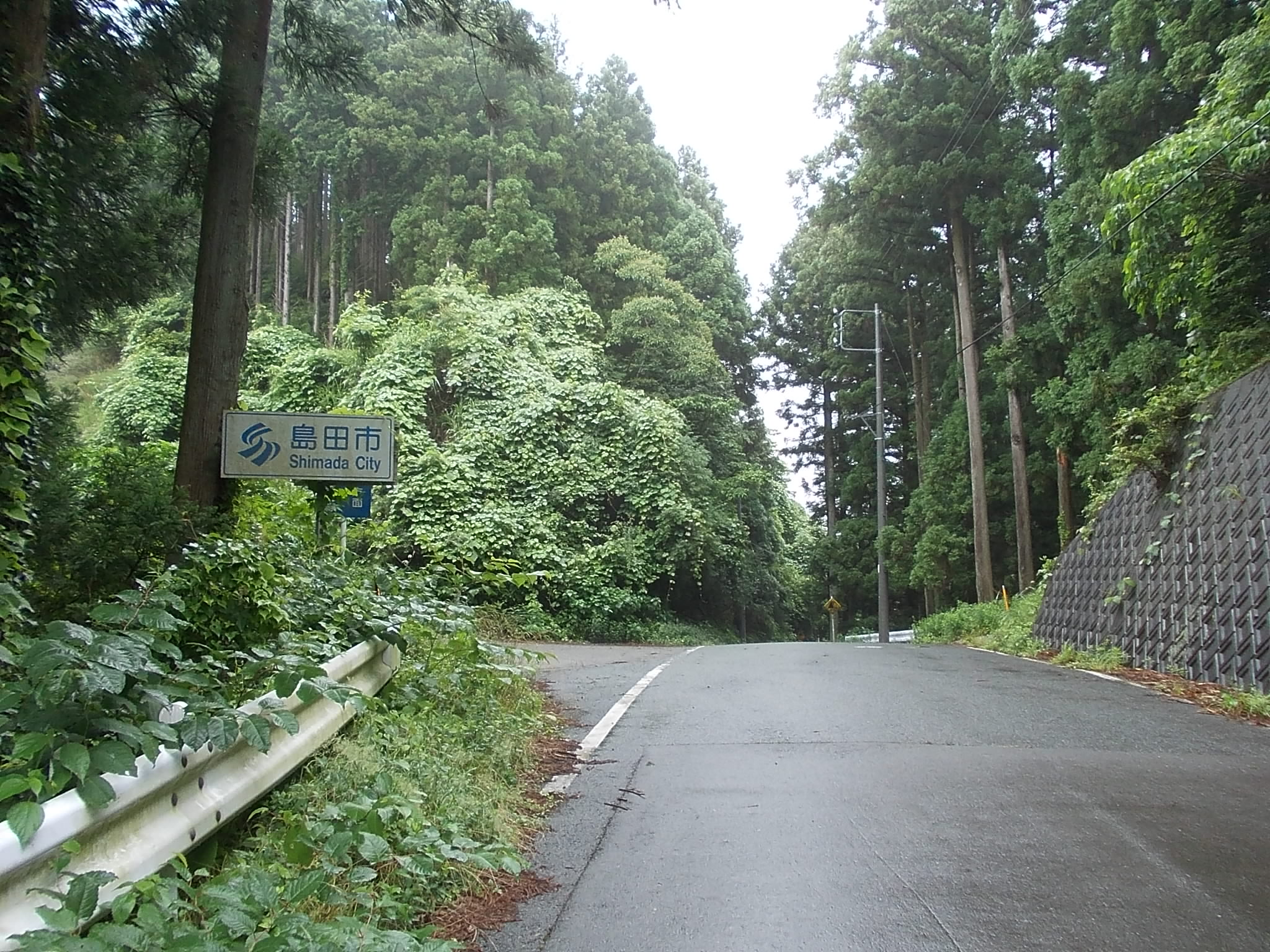
掛川市 - 島田市境（掛川市倉真、2015年6月）

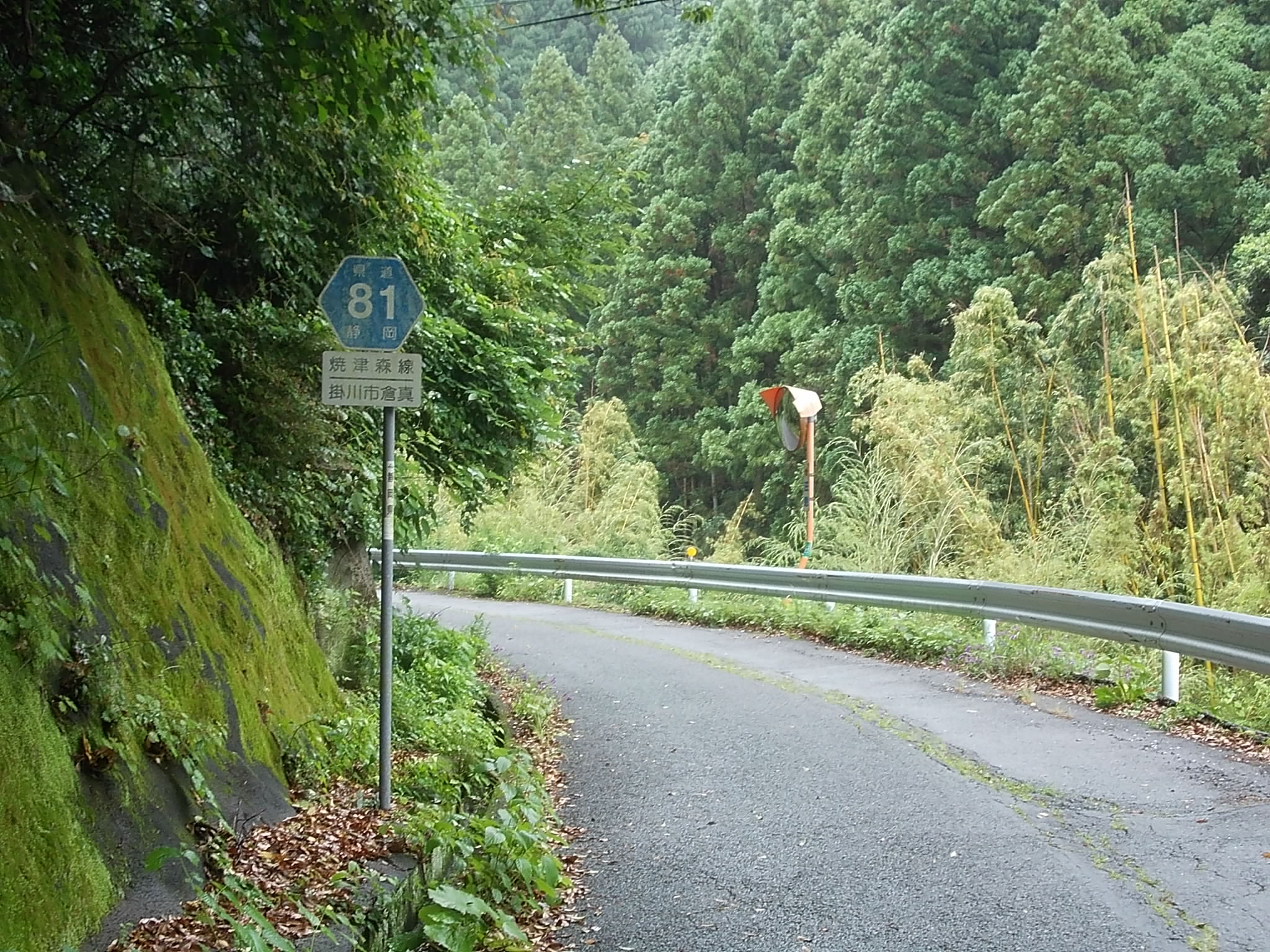
掛川市倉真（2015年6月）

### 通過する自治体
- 静岡県
  - 焼津市
  - 藤枝市
  - 島田市
  - 掛川市
  - 周智郡森町

### 交差する道路
- 静岡県道416号静岡焼津線（焼津市栄町・本町3丁目交差点、起点）
- 静岡県道30号焼津藤枝線（焼津市栄町・焼津一丁目交差点）
- 静岡県道30号焼津藤枝線（焼津市駅北・大村陸橋北交差点）
- 国道150号（焼津市八楠・八楠交差点）
- 東名高速道路 焼津インターチェンジ（焼津市八楠）
- 静岡県道81号焼津森線 支線・静岡県道208号藤枝静岡線・静岡県道381号島田岡部線（藤枝市仮宿・仮宿交差点）
- 国道1号 藤枝バイパス・静岡県道381号島田岡部線（藤枝市岡部町内谷・内谷新田交差点）
- 静岡県道208号藤枝静岡線（藤枝市岡部町内谷）
- 静岡県道209号静岡朝比奈藤枝線（藤枝市岡部町村良）
- 静岡県道209号静岡朝比奈藤枝線（藤枝市岡部町村良）
- 静岡県道215号伊久美藤枝線（藤枝市西方）
- 静岡県道32号藤枝黒俣線（藤枝市本郷）
- 静岡県道32号藤枝黒俣線（藤枝市本郷）
- 静岡県道215号伊久美藤枝線（藤枝市滝沢）
- 静岡県道217号伊久美元島田線（島田市相賀）
- 静岡県道64号島田川根線（島田市相賀）
- 静岡県道64号島田川根線（島田市神座）
未供用区間あり
- 国道473号（島田市竹下・五和駅前交差点）
- 静岡県道39号掛川川根線（掛川市上西郷）
- 静岡県道373号原里大池線（掛川市上垂木）
- 静岡県道40号掛川天竜線（掛川市本郷・本郷南交差点）
- 静岡県道272号遠江原谷停車場線（掛川市本郷）
- 静岡県道58号袋井春野線（周智郡森町飯田・飯田小学校南交差点）
- 静岡県道58号袋井春野線（周智郡森町飯田・下飯田交差点）
- 静岡県道279号山梨一宮線（周智郡森町谷中・谷中交差点）
- 静岡県道40号掛川天竜線（周智郡森町一宮・愛光園入口交差点、終点）

支線
- 静岡県道81号焼津森線・静岡県道208号藤枝静岡線・静岡県道381号島田岡部線（藤枝市仮宿・仮宿交差点）
- 新東名高速道路 藤枝岡部インターチェンジ・国道1号 藤枝バイパス（藤枝市仮宿・広幡IC交差点）